# Camillo Fenili
Camillo Fenili (né le 11 novembre 1904 à Bergame en Lombardie et mort le 17 mars 1973 à Seriate) est un footballeur italien, qui évoluait au poste d'attaquant.

## Biographie
Il débute pour le club de sa ville natale, l'Atalanta BC, où il joue entre 1919 et 1925.
Il rejoint ensuite le club de la Juventus, avec qui il remporte un scudetto en 1926 (il y joue son premier match le 4 octobre 1925 lors d'un succès contre Parme 6-1). C'est dans cette ville qu'il effectue en outre son service militaire. Il part ensuite à la Lazio et à Naples, puis retourne à la Juve, avant de rejoindre Cosenza.
Il termine sa carrière en 1934-1935 dans le club de ses débuts, l'Atalanta, avant de partir pour la Seconde guerre italo-éthiopienne.

## Palmarès
Juventus
- Championnat d'Italie (1) :
  - Champion : 1925-26.